# Kopalina (województwo dolnośląskie)
Kopalina (niem. Rodeland) – wieś w Polsce położona w województwie dolnośląskim, w powiecie oławskim, w gminie Jelcz-Laskowice.

## Podział administracyjny
W latach 1975–1998 miejscowość administracyjnie należała do województwa wrocławskiego.

## Historia
Kopalina, podobnie jak Laskowice Oławskie, Dębina, Nowy Dwór, Biskupice Oławskie, Chwałowice (dawniej Źródłowice), Minkowice Oławskie,Wójcice, Stary Otok, Ratowice i Stary Górnik – to miejscowości, w których żywioł polski był szczególnie silny, pomimo zakrojonej na dużą skalę akcji germanizacyjnej i kolonizacyjnej władz pruskich. Poprzez różnego rodzaju sankcje, zwłaszcza ekonomiczne, a także represje, szykany i naciski, wywierane zarówno przez Kościół, jak i szkołę, starano się wymusić na rdzennej ludności polskiej, aby porzuciła mowę, rodowód i polską tradycję historyczną. Z opisu stosunków etnograficznych na Śląsku, sporządzonego pod koniec XVIII wieku przez geografa śląskiego Fryderyka Alberta Zimmermanna (1745 – 1815), dowiadujemy się, że w Kopalinie mówiono po polsku i po niemiecku.
Spora część mieszkańców przynależała wówczas do ewangelickiego zboru Minkowice – Bystrzyca, uczestnicząc w polskich nabożeństwach. Pod koniec sierpnia 1810 roku, władze wrocławskiej prowincji podjęły próbę likwidacji polskich nabożeństw w Minkowicach Oławskich, z tymczasowym utrzymaniem nabożeństw w obu językach tylko w Bystrzycy. Minkowicki pastor Jan Benjamin Kutsch ostrzegał przed realizacją tego projektu, donosząc, że “większość takiej na przykład Kopaliny, Wójcic, Celiny, czy Bystrzycy, nie rozumiejąc niemieckiego, straciłaby wszelką pociechę i naukę, jaką czerpie z kazań. Co gorsza, zagrozili, że nie będą brać udziału w budowie kościoła, a nawet nie będą do niego uczęszczali. A to mogłoby doprowadzić do zmniejszenia dochodów parafii o dwie trzecie”!
Do 1828, w parafii Minkowice Oławskie odbywały się nabożeństwa wyłącznie po polsku. Zaprzestano stosowania tej praktyki po osobistej interwencji landrata oławskiego Emanuela Hoverdena.
Przebywający na tych terenach w 1881 roku kaliski adwokat i bojownik o polskość tej ziemi Alfons Parczewski (1849-1933) zaobserwował coraz większy upadek i zamieranie języka polskiego, pisząc o germanizacji powiatu oławskiego na łamach Miesięcznika Geograficzno-Etnograficznego “Wisła”: “W samym Miękinowie (Minkowicach Oławskich) starsi ludzie mówią jeszcze po polsku, ale język polski przestał już być mową potoczną ludności. W roku 1887 spotykane przeze mnie na wsi dzieci zrozumieć mnie już po polsku nie mogły; z pewnością nie mogą też rozumieć dziadów swych i starszego pokolenia ojców i matek, gdy się do nich w języku przodków swych odzywają. Tylko w Kopalinie (Rodeland) i Wójcicach (Steindorf), jeżeli nie we wszystkich, to w wielu domach mówią po polsku i język polski jest jeszcze potocznym między rodzicami, w Wójcicach w większym stopniu, mniej w Kopalinie”.